# Valvasorjev dom pod Stolom
Valvasorjev dom pod Stolom – schronisko turystyczne, które znajduje się pośrodku lasu, na tarasie w południowym zboczu Belščicy ewentualnie pod północno-zachodnią częścią Stolu, gdzie kiedyś był górniczy budynek biurowy. Nosi imię barona Janeza Vajkarda Valvasora (1641–1693). Przed I wojną światową znajdowało się w nim niemiecko-austriackie schronisko górskie. Tuż przed II wojną światową kranjska filia Słoweńskiego Towarzystwo Górskiego (Slovensko planinsko društvo, SPD) wybudowała nowe schronisko, które było otwarte 11 czerwca 1939. 30 kwietnia 1943 schronisko zostało spalone, na pogorzelisku zaś PD (Towarzystwo Górskie) Radovljica wybudowało nowe. Otwarte zostało 6 czerwca 1954. W 1996 dobudowano przybudówkę dla nowych sanitariatów na parterze i sanitariatów i natrysków na poddaszu. W 2003 wyremontowano dach. W 2004 w mansardzie wybudowano nowoczesną jadalnię z 35 miejscami siedzącymi i 4 pokoje z 12 łóżkami z sanitariatami, umywalnią i natryskiem z ciepłą wodą. W 2005 wyremontowano i powiększono też jadalnię z barem i wejście. W 2009 dobudowano zadaszony taras z nowym wejściem do schroniska oraz dodano jeszcze 25 miejsc siedzących. W 2010 wybudowano jeszcze oczyszczalnię ścieków, centralne ogrzewanie, wyremontowano pokoje na poddaszu, powiększono kuchnię i spiżarnię oraz powiększono wszystkie stare okna.
Schronisko jest otwarte przez cały rok. W przestrzeni dla gości jest 75 miejsc siedzących i bar oraz piec chlebowy, w 7 pokojach na parterze jest 38 łóżek, w 4 pokojach w mansardzie zaś 12 łóżek. W budynku jest jeszcze WC na każdym piętrze, umywalnia i prysznice z ciepłą i zimną wodą. Infrastruktura zawiera: wodę bieżącą, elektryczność, sieć radiową i zasięg GSM. Przed schroniskiem jest 50 siedzeń.
PD Radovljica zarządza schroniskiem do dziś. W ostatnich latach jest otwarte we wszystkie dni roku.
Schronisko jest dostępne samochodem z Žirovnicy przez Završnicę szutrową drogą (8 km), która jest często, zwłaszcza w niepogodę, w bardzo złym stanie oraz szlakami turystycznymi z licznymi punktami wyjściowymi.
Akcja „miłośnicy Valvasora” to rekreacyjna akcja piesza, która odbywa się już od 20 lat i będzie kontynuowana. Dla najwytrwalszych zwiedzających są przygotowane piękne nagrody. Ogłoszenia zwycięzcy jest zawsze w dniu św. Stefana, czyli 26 grudnia. Zwyciężca roku 2012 miał aż 837 wpisów.
W pobliżu, pół godziny marszu od schroniska, znajduje się stanowisko archeologiczne Ajdna (1046 m).

## Dostęp
- 1,30 h: z doliny Završnicy (Žirovnica)
- 2,30 h: z Koroškiej Belej (Jesenice)

## Sąsiednie obiekty turystyczne
- 2,30 h: do Domu Pristave v Javorniškem Rovtu (975 m), Słoweńskim Szlakiem Górskim
- 3,30 h: do Schroniska na Zelenicy (1536 m)
- 2,30 h: do Prešernovej kočy na Stolu
- 3,30 h: do Roblekovego domu na Begunjščici (1657 m), Słoweńskim Szlakiem Górskim
- 2,30 h: Belščica (2102 m), koło Olipovej planiny
- 2,30 h: Stol (2236 m)